# Tim Berners-Lee
Sir Timothy John Berners-Lee detto Tim (Londra, 8 giugno 1955) è un informatico britannico, inventore del World Wide Web. Nel 2016 è stato insignito del premio Turing, talvolta chiamato "il Nobel dell'informatica".

## Biografia
È il primo dei quattro figli di una coppia di professori universitari, Conway Berners-Lee (1921-2019) e Mary Lee Woods (1924-2017). I suoi genitori erano informatici che lavorarono al primo computer commerciale, il Ferranti Mark 1. 
Nel 1976 si laureò in fisica al Queen's College dell'Università di Oxford, dove in seguito costruì il suo primo computer. Successivamente trascorse due anni alla Plessey Telecommunications Ltd, per poi passare nel 1978 alla D.G Nash Ltd.
Nel 1980 trascorse sei mesi, da giugno a dicembre, al CERN come consulente nel campo dell'ingegneria del software. Lì realizzò, per uso interno nella diffusione di informazioni fra i diversi centri del CERN, il primo software per immagazzinare informazioni usando associazioni casuali: Enquire. Tale prototipo, mai pubblicato, formerà la base concettuale per il futuro sviluppo del World Wide Web.
Dal 1981 al 1984 lavorò al John Poole's Image Computer Systems Ltd. Nel 1984 ritornò al CERN con una borsa di studio per lavorare sui sistemi distribuiti real-time per l'acquisizione di dati scientifici e sistemi di controllo.
Nel 1989 propose un progetto globale sull'ipertesto, poi noto come World Wide Web.
Il 27 luglio 2012 partecipa alla cerimonia d'apertura della XXX Olimpiade moderna a Londra.

### Il World Wide Web

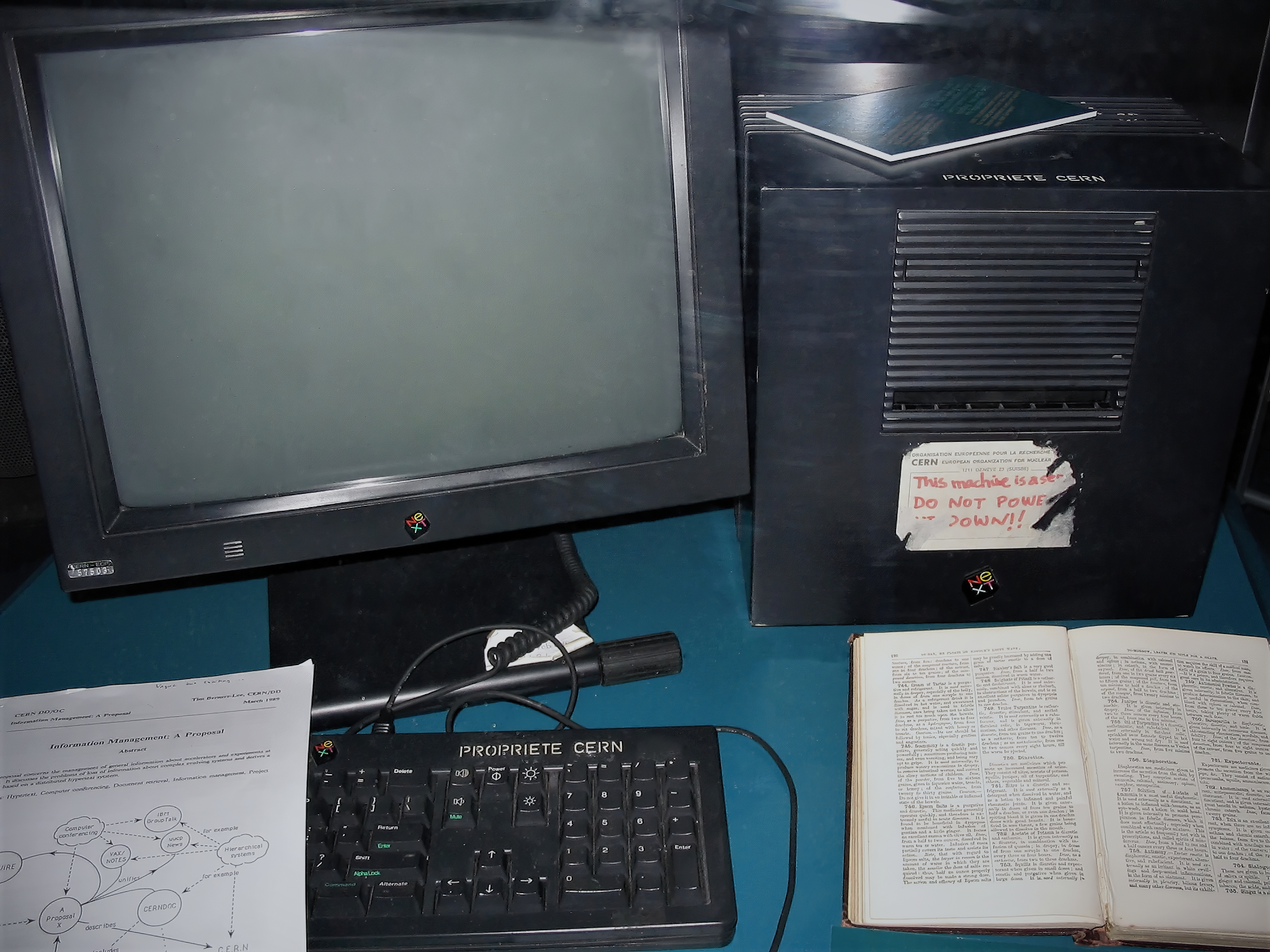
Il computer NeXT Cube utilizzato da Tim Berners-Lee come primo Server Web, esposto al Museo Microcosm del CERN

Tim Berners-Lee ha coniato il nome di World Wide Web (W.W.W), ha scritto il primo server per il World Wide Web, httpd, e il primo client (un browser e un editor), WorldWideWeb, nell'ottobre del 1990. Ha scritto inoltre la prima versione del linguaggio di formattazione di documenti con capacità di collegamenti ipertestuali, conosciuto come HTML. Le sue specifiche iniziali per URL, HTTP e HTML sono state, in seguito, perfezionate e discusse da una vasta comunità di utenti e programmatori. In particolare, il 6 agosto 1991 Berners-Lee pubblicò il primo sito web al mondo, presso il CERN.
Nel 1993 Tim Berners-Lee venne intervistato dalla testata TG1 della RAI. Ai suoi diretti superiori al CERN, nel corso dell'intervista, fu chiesta un'opinione sulla possibilità che il CERN promuovesse, anche con fondi speciali di ricerca della Commissione Europea, l'idea del WWW e la sua promozione industriale. Il direttore del CERN, il fisico italiano Carlo Rubbia, disse che non riteneva compito del CERN promuovere quella pur brillante idea. Tim Berners Lee accettò l'offerta di Mike Dertouzos del MIT, lasciando il CERN per il Laboratory for Computer Science (LCS) del prestigioso Massachusetts Institute of Technology (MIT) di Boston, presso cui nel 1994 fondò il World Wide Web Consortium (W3C).
Nel 2002 gli è stato assegnato il Premio Marconi e il 15 aprile 2004 gli è stato assegnato il premio Millennium Technology per l'invenzione del World Wide Web.
Il 16 luglio 2004 Berners-Lee è stato insignito dell'onorificenza di Knight Commander of the British Empire dalla regina Elisabetta II d'Inghilterra, acquisendo il titolo di Sir.

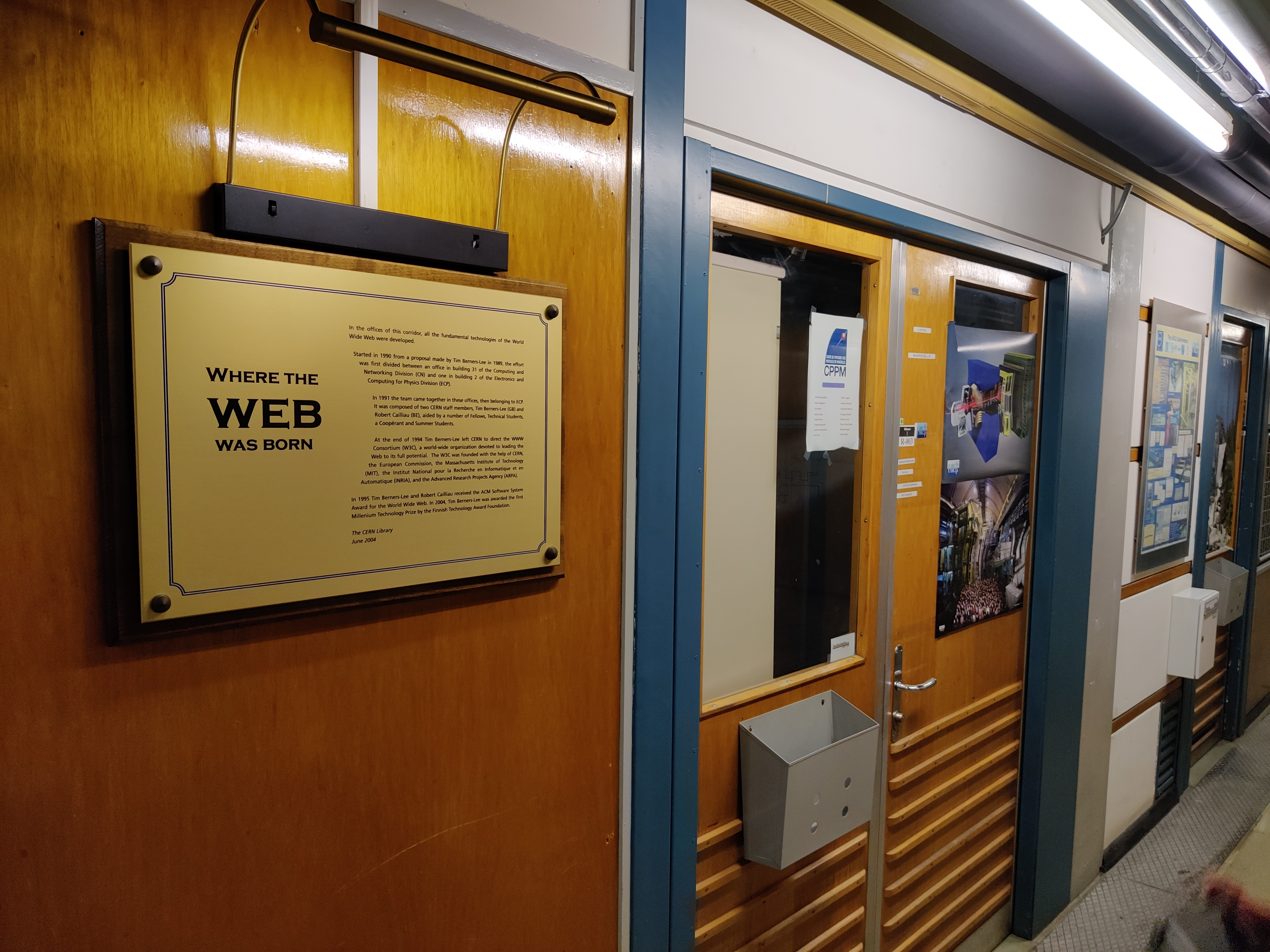
Ufficio di Tim Berners-Lee presso il CERN di Ginevra, dove fu sviluppato il World Wide Web. Questa targa commemorativa ne ricorda il luogo.

Il 15 novembre 2011, intervenendo a Roma all'iniziativa Happy Birthday Web, lo scienziato ha parlato della situazione di Internet e della necessità di garantire accesso e privacy. Il web e la rete Internet in generale sarebbero però in pericolo: "dobbiamo iniziare a parlare di diritto all'accesso al web e di diritto a non essere spiati. Internet deve restare gratis, aperto e neutrale".
Questo strumento di comunicazione dev'essere impiegato senza timori e con la consapevolezza che esso è utile per crescere, dal punto di vista sia culturale che economico. "I governi devono usare il web come supporto perché aumenta l'efficienza e l'accessibilità ai dati".
Il 4 aprile 2017 la Association for Computing Machinery annuncia di averlo insignito del premio Turing 2016
«per l'invenzione del World Wide Web, del primo browser web e dei protocolli e algoritmi fondamentali che consentono al web di adeguarsi alle dimensioni.»
Infatti «Il WWW è considerato una delle innovazioni informatiche più influenti della storia, usata da miliardi di persone ogni giorno come lo strumento principale per comunicare, informarsi, commerciare e numerose altre attività.»
Il 2 ottobre 2018 viene reso noto alla stampa dell'inizio da parte di Berners al fine di riportare il World Wide Web a come era stato ideato nel 1989. Berners si è infatti detto preoccupato da tempo per la sua creatura, che ora è diventato un business che crea scompiglio. Nasce così l'idea di Solid che ha l'obiettivo di creare una rete decentralizzata e libera, priva di business (Berners è contro il salvataggio dei dati dell'utente da parte delle aziende).

## Onorificenze

### Onorificenze scientifiche
Premio Turing 2016 — 4 aprile 2017

### Onorificenze britanniche
Fellow della Royal Society of Arts

## Opere
- Tim Berners-Lee, L'architettura del nuovo web: dall'inventore della rete il progetto di una comunicazione democratica, interattiva e intercreativa, Milano, Feltrinelli, 2001  [1999], ISBN 88-07-46028-9.